# Korall-tengeri-szigetek
A Korall-tengeri-szigetek egy szigetcsoport Ausztrália partjaitól északkeletre.

## Földrajza
A Korall-tengeri-szigetek kicsi, legnagyobbrészt lakatlan trópusi szigetek csoportját jelenti a Korall-tengerben, az ausztráliai Queensland tartomány partjaitól északkeletre. Egyetlen lakott szigete a Willis-sziget (meteorológiai állomás négy fővel). A szigetcsoport 780 000 km² kiterjedésű területen foglal helyet a Nagy-korallzátonytól keletre és délre, és az Osprey-zátonyt, a Willis-szigetcsoportot, valamint tizenhat más zátony- vagy szigetcsoportot foglal magában.

## Történelme
- 19. század: Több hajó futott zátonyra a Korall-tenger térségében.
- 1921: Meteorológiai állomás létesül a Willis-szigeten.
- 1969: Létrejön a Korall-tenger-egyezmény, melynek értelmében felállítják a Korall-tengeri-szigetek Területet a Nemzetközösségen belül.
- 1982: A nemzeti parkokról és az élővilág védelméről szóló 1975-ös nemzetközösségi törvény értelmében létrejön a Lihou-zátony és Coringa-Herald Természetvédelmi Terület.
- 1987: Létrejön az Elizabeth- és Middleton-zátony Tengeri Természetvédelmi Terület.
- 1997: Az 1969-es Korall-tenger-egyezmény kiigazítása oly módon, hogy a Korall-tengeri-szigetek Terület magába foglalja 1880 km² kiterjedésben az Elizabeth-és Middleton-zátonyok körüli tengerfenék területét is.

## Emberi építmények
Nyolc szigeten illetve zátonyon automatikus meteorológiai mérőállomások, öt szigeten, illetve zátonyon pedig világítótornyok találhatók.